# 佐藤太陽
佐藤 太陽（さとう たいよう、2002年5月19日 - ）は、静岡県浜松市中央区入野町出身のプロ野球選手（内野手）。右投左打。埼玉西武ライオンズ所属。

## 経歴

### プロ入り前
中学時代は浜松南リトルシニアでプレーした。
神奈川大学では1年次の秋に初出場を果たすと、3年の春からはレギュラーに定着。4年次から主将になると、春のリーグ戦で打率.351を記録し、秋のリーグ戦では最優秀選手となりチームの優勝に貢献した。
2024年のドラフト会議で、埼玉西武ライオンズから育成選手ドラフト2位で指名された。また、大学時代のチームメイトである庄子雄大も同ドラフトで福岡ソフトバンクホークスから2位指名を受けた。11月15日に入団交渉に臨み、支度金350万円、年俸400万円で入団に合意した（金額は推定）。背番号は128に決まった。なお、チームには同姓の佐藤隼輔、佐藤龍世、佐藤爽が所属しており、背ネームは「T.SATO」となった。

### 西武時代
2025年は1年目ながらイースタン・リーグでの出番が多く、6月28日のヤクルト戦で下川隼佑から公式戦初本塁打を放った。7月16日までで同リーグにて打率.300、1本塁打、13打点を記録しており、同日、この日右手骨折により出場辞退となった仲三河優太に代わりフレッシュオールスターゲームに選出された。7月25日、支配下契約を結んだことが球団から発表された。背番号は38に変更された。

## 選手としての特徴
フットワークをはじめとした守備力の高さを一軍の首脳陣から高く評価されている。
担当スカウトからは、「理想は源田壮亮と外崎修汰を合わせた選手」と期待を掛けられている。
パワーとスピードを兼ね備え、守備は三塁を中心に二塁、遊撃を守ることができる、キャプテンシーもある選手。

## 人物
大学時代二遊間を組んでいた庄子雄大をライバル視している。
ドラフト時は、怖くてドラフトを見ていなかったという。

## 詳細情報

### 記録

#### 初記録
- 初出場・初先発出場：2025年7月26日、対東北楽天ゴールデンイーグルス13回戦（楽天モバイルパーク宮城）、「9番・二塁手」で先発出場[16]
- 初打席：同上、3回表にミゲル・ヤフーレから中飛
- 初安打：2025年8月5日、対北海道日本ハムファイターズ15回戦（エスコンフィールドHOKKAIDO）、3回表に山崎福也から右越二塁打[17]。

### 背番号
- 128（2025年[8] - 同年7月24日）
- 38（2025年7月25日[12] - ）